# Hongkong na Mistrzostwach Świata w Lekkoatletyce 2009
Hongkong na Mistrzostwach Świata w Lekkoatletyce 2009 – reprezentacja Hongkongu podczas czempionatu w Berlinie liczyła 1 zawodnika, który wystartował w sprincie na 100 metrów.

## Występy reprezentantów Hongkongu

### Mężczyźni
- Bieg na 100 m
  - Tsui Chi Ho z czasem 10,77 zajął 66. miejsce w eliminacjach i nie awansował do kolejnej rundy